# Joquicingo
Joquicingo é um município do estado de México, no México.